# Красная барракуда
Красная барракуда (лат. Sphyraena pinguis) — вид лучепёрых рыб из семейства барракудовых (Sphyraenidae).

## Описание
Максимальная длина тела 50 см, обычно 20—30 см. Верхняя часть головы и туловища серого цвета или коричневатые с зеленоватым оттенком, бока и брюхо серебристо-белые. Тёмные полосы и пятна на теле отсутствуют, одна продольная нечёткая тёмно-серая или тёмно-коричневая полоса идёт на боках тела (от вершины рыла через глаз к середине основания хвостового плавника). Тело удлиненное, стройное, слегка сжатое с боков, покрыто довольно крупной чешуей. Голова большая, с длинным рылом. Рот большой, нижняя челюсть немного выступает вперёд, верхняя челюсть достигает переднего края глаза. На обеих челюстях находятся крепкие острые, уплощенные по бокам зубы, большие в передней части рта и маленькие позади, на небе несколько треугольных уплощенных зубов. Второй спинной плавник тёмный, анальный желтоватый.

## Ареал
Распространение вида: тропическая и субтропическая зоны Индо-Тихоокеанского региона, от юга Африки к югу Австралии, Папуа — Новой Гвинеи, юг Японии, известен из Красного и Средиземного морей.
Через Суэцкий канал вид попал в восточную часть Средиземного моря, где впервые зарегистрирован у берегов Палестины в 1931 году. В последующие годы распространился у берегов Египта, Израиля, Ливана, Турции, в Эгейском море включительно, а также у Мальты. Целиком натурализовался в восточном Средиземноморье, где в настоящее время является промысловым видом.
Известен из Балаклавской бухты (Чёрное море, Крым), где 2 неполовозрелых особи были пойманы 20 августа 1999 года. Вероятно, они могли быть завезены в район Севастополя вместе с балластными водами какого-то судна.

## Биология
Биология вида слабо изучена. Морская пелагически-придонная хищная рыба, которая активна в светлое время суток. Держатся стаями, иногда большими, как у поверхности на глубинах 3-6 м, так и при самом дне. Молодь предпочитает мелководные прибрежные участки с заиленным, песчано-илистым или скалистым дном, часто покрытым растительностью. Взрослые тяготеют к более открытым и глубоким участкам. Размножается в летнее время. Питаются преимущественно рыбами.